# 韋克舍車站
韋克舍車站（瑞典語：Växjö station）是瑞典克魯努貝里省首府韋克舍的主要鐵路車站，啟用於1865年。韋克舍目前的車站大樓是結合市政廳和車站的共構建築，於2021年9月27日落成。